# Lavauxia tubifera
Lavauxia tubifera là một loài thực vật có hoa trong họ Anh thảo chiều. Loài này được (Ser.) Rose mô tả khoa học đầu tiên năm 1905.